# Leptomorphus couturieri
Leptomorphus couturieri är en tvåvingeart som beskrevs av Loïc Matile 1997. Leptomorphus couturieri ingår i släktet Leptomorphus och familjen svampmyggor. Inga underarter finns listade i Catalogue of Life.